# Tidig fotblomfluga
Tidig fotblomfluga (Platycheirus discimanus) är en tvåvingeart som först beskrevs av Friedrich Hermann Loew 1871.  Tidig fotblomfluga ingår i släktet fotblomflugor, och familjen blomflugor. Arten är reproducerande i Sverige. Inga underarter finns listade i Catalogue of Life.